# Гречин, Михаил Степанович
Михаил Степанович Гречин — советский хозяйственный, государственный и политический деятель.

## Биография
Родился в 1925 году в деревне Вороны. Член КПСС.
Участник Великой Отечественной войны в составе 142-го бао 1-й ВА
В 1946-1953 - секретарь комитета комсомола Тейковского хлопчатобумажного комбината, первый секретарь Тейковского райкома ВЛКСМ.
В 1955-1963 - секретарь по зоне Нерльской МТС, секретарь, первый секретарь Тейковского райкома КПСС.
В 1963-1965 - заведующий отделом партийных органов Ивановского сельского обкома КПСС.
В 1965-1967 — первый секретарь Ивановского райкома КПСС.
В 1967-1971 — заведующий отделом Ивановского обкома КПСС.
В 1976—1981 — первый секретарь Ивановского горкома КПСС.
С 1985 — персональный пенсионер союзного значения.
Делегат XXIII, XXV и XXVI съездов КПСС.
Умер в Иванове после 1985 года.

## Награды
- Орден Ленина (1966)
- Орден Отечественной войны II степени (06.04.1985)
- Орден Трудового Красного Знамени (25.08.1971, 17.03.1981)